# 라시드 월러스

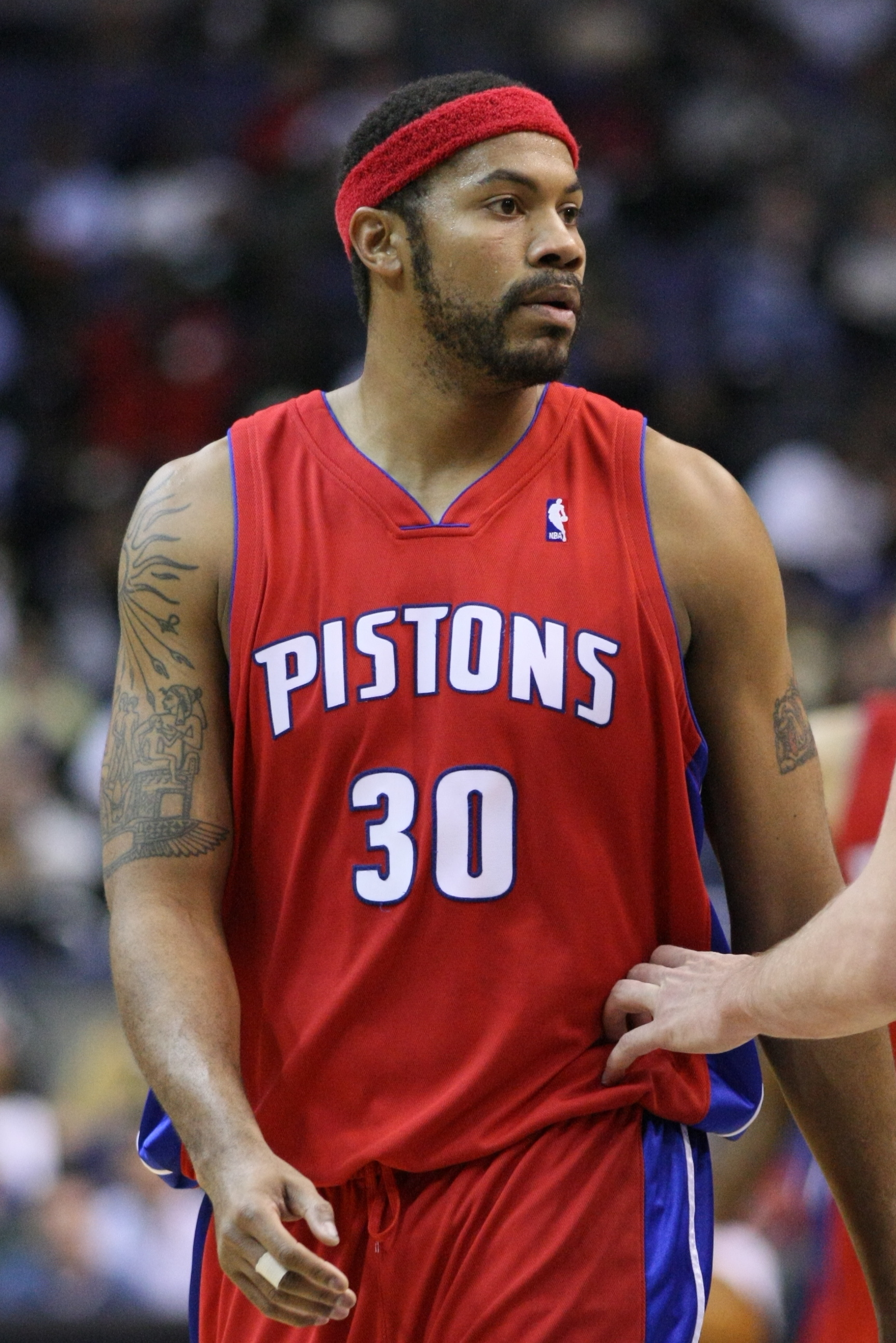

라시드 월러스(Rasheed Wallace, 본명: Rasheed Abdul Wallace, 1974년 9월 17일 ~ )는 미국의 농구 코치이자 전직 프로 선수이다. 필라델피아 출신인 월러스는 노스캐롤라이나 대학교에서 대학 농구를 하다가 1995년 드래프트를 선언했다. NBA(전미 농구 협회)에서 16시즌을 뛰었다.
원래 1995년 NBA 드래프트에서 4번째 픽으로 워싱턴 불리츠(현재의 워싱턴 위저즈)에 의해 선발된 월러스는 첫 시즌 이후 올루키 두 번째 팀에 지명되었다. 시즌 후 포틀랜드 트레일블레이저스로 트레이드됐다. 1999년과 2000년 서부 컨퍼런스 결승에 진출한 포틀랜드 트레일블레이저스 팀의 핵심 멤버였으며 2000년과 2001년 NBA 올스타였다. 월러스는 2002년 트레일에서 경기당 평균 19.4득점을 기록했다.
2003-04 시즌 동안 포틀랜드는 그를 애틀랜타 호크스로 트레이드하여 디트로이트 피스톤스로 트레이드되기 전에 한 경기를 치렀다. 피스톤스에서 월러스는 2004년 NBA 챔피언십에서 우승했고 다음 시즌에는 NBA 결승에 진출한 후 샌안토니오 스퍼스에게 7경기만에 패했다. 개인적으로 월리스는 2006년과 2008년에 NBA 올스타였다. 2008-09 시즌이 끝난 후 월리스는 자유 계약 선수로 피스톤스를 떠나 보스턴 셀틱스와 계약했고, 2010년 은퇴할 때까지 그곳에서 뛰었다. 2012년 뉴욕 닉스에서 뛰는 1년 계약. 2013년 4월 17일 월리스는 두 번째 은퇴를 선언했다.
월리스는 테크니컬 파울에 대한 단일 시즌 기록을 보유하고 있다. 2000-01 시즌에 월리스는 80경기에 걸쳐 41개의 테크니컬 파울을 받았다. 그는 317개로 통산 세 번째로 많은 테크니컬 파울을 받았고, 29개로 통산 최다 퇴장 기록을 보유하고 있다.

## 경력
플레이어 경력
- 1995~1996: 워싱턴 불렛츠
- 1996~2004: 포틀랜드 트레일블레이저스
- 2004: 애틀랜타 호크스
- 2004~2009: 디트로이트 피스톤스
- 2009~2010: 보스턴 셀틱스
- 2012~2013: 뉴욕 닉스

코치 경력
- 2013-2014: 디트로이트 피스톤스 (어시스턴트)
- 2019~2021: 요르단 고등학교
- 2021–2022: 멤피스 (어시스턴트)